# Knut Abjörnssons ätt
Knut Abjörnssons ätt är en senare tids benämning på föregångaren till Vinstorpaätten. Knut Abjörnssons far är känd endast till namnet – han hette tydligen Abjörn.
Knut Abjörnsson nämns tidigast 1312. Då bodde han på Hallatorp i Västergötland. 1320 utsåg Elena Tunadotter (Håkan Tunessons ätt) honom till sin testamentsexekutor. Han levde ännu 1331 men var död före 28 oktober 1339. Han ägde jord i Ås hd i Västergötland, Aska hd i Östergötland och i Rönö hd i Södermanland.
Hans första gifte var med en (senast 1321 avliden) till namnet okänd frälsekvinna och därefter med Margareta, som levde ännu 1339.
Han hade två döttrar:
Kristina som 1321 var gift med en i övrigt okänd Gjurd.
Ingeborg som senast 1331 gifte sig med Udd Matsson. Deras barn tog moderns vapen och representerar vad man brukar kalla den egentliga Vinstorpaätten.